# ردیف جلوی رسمی اپوزیسیون
ردیف جلوی وفادارترین اپوزیسیون علیاحضرت در پارلمان بریتانیا شامل کابینهٔ در سایه و دیگر وزرای حزب رسمی در سایهٔ حزبی است که در حال حاضر به عنوان اپوزیسیون رسمی مشغول به کارند. وفادارترین اپوزیسیون علیاحضرت در حال حاضر حزب کارگر و رهبر اپوزیسیون جرمی کوربین است.
به این دلیل به این افراد ردیف جلونشین گفته می‌شود که آن‌ها در اتاق پارلمان در ردیف جلوی طرف مربوط به حزبشان می‌نشینند.